# Dorcopsulus
Dorcopsulus — рід родини Кенгурових. Вміщує 2 види, які мешкають на острові Нова Гвінея. Етимологія: лат. Dorcopsis, лат. ulus — применшувальний суфікс.

## Спосіб життя
Ці кенгуру населяють гірські ліси, з відомими висотними діапазонами, 800-3,100 метрів для D. vanheurni і 1,000-1,800 метрів для D. macleayi. Хоча вони, як передбачається, ведуть нічний спосіб життя, D. vanheurni, можливо, активний вдень. D. macleayi, як повідомляється, любить фрукти і листя фікуса та інших дерев. 

## Опис
Морфометрія. Довжина голови й тіла: 315—460 мм, довжина хвоста: 225—402 мм, вага 1500—3400 гр.
Опис. Обидва види темно-сіро-коричневі зверху, з темними знаками над стегнами і світло-коричнево-сірі на нижніх частинах тіла. Підборіддя, губи, і горло білуваті. Шерсть довга, густа, м'яка і тонка. Хвіст рівномірно вкритий волоссям, від прикінцевої чверті до половини хвіст оголений з малим білим кінчиком. Самиці мають чотири молочні залози і добре розвинену сумку, яка відкривається вперед. Від Dorcopsis, Dorcopsulus відрізняється тим, що вони менші, в них щільніше хутро і більша частина хвоста гола. 